# Euphoria (piosenka BTS)
„Euphoria” – piosenka południowokoreańskiego zespołu BTS, wykonana jako solówka przez Jungkooka. Została wydana 25 sierpnia 2018 roku na kompilacji Love Yourself: Answer, chociaż utwór został wydany w kwietniu wraz z krótkim filmem Love Yourself: Wonder.

## Tło, wydanie i promocja
Piosenka została udostępniona po raz pierwszy 5 kwietnia 2018 roku, wraz z filmem krótkometrażowym Love Yourself: Wonder (oryg. Love Yourself: 起 Wonder) – z serii „Love Yourself”. W około dziewięciominutowym obrazie wideo kontynuuje fabułę „Bangtan Universe”, która jest zawarta w wielu teledyskach zespołu. BTS wcześniej dali wskazówkę do tytułu piosenki, wyświetlając słowo „Euphoria” podczas występu na żywo na 2017 Melon Music Awards. Po wydaniu utworu wyszukiwanie „Euphoria” w serwisach społecznościowych na całym świecie wzrosło, także o 2883% na stronie dictionary.com.
Piosenka była promowana na 2018 KBS Song Festival, 29 grudnia 2018 roku.

## Teledysk
Film zawiera sceny z poprzednich teledysków BTS, które kontynuują ich historię osadzoną w fikcyjnym świecie, pokazując każdego z członków jako postać o różnym pochodzeniu i zmaganiach. Sceny z poprzednich filmów obejmują skok V do oceanu, pobicie Jungkooka przez oprychów i innych członków uwięzionych w płomieniach i pokojach. Jin przywołuje wspomnienia siedmiu z nich. W tle przed faktycznym rozpoczęciem utworu słychać Clair de lune Debussy’ego.
Piosenka odtwarza sceny, w których członkowie zespołu grają razem na zewnątrz, szczęśliwi i beztroscy, z pewnymi scenami równoległymi do tych z poprzednich filmów. Jednym z tych podobieństw jest to, że piosenka kończy się, gdy siedmiu członków powraca nad morze w miejsce, gdzie V skoczył. Ponownie słychać melodię Clair de lune i tym razem Jin zajmuje miejsce V na szczycie mola, gotowy do skoku zamiast niego. V zdaje się zauważać, że coś jest nie tak, gdy Jin patrzy na swoich przyjaciół i rejestruje ich za pomocą kamery. Uśmiecha się, zanim przechyla się w stronę oceanu, sugerując, że skoczył.
Teledysk został wyreżyserowany przez Choi Yong-seoka, a asystentem reżysera był Lee Won-ju z Lumpens. Innym kluczowym personelem był reżyser obrazu Nam Hyun-woo z GDW, oświetleniowiec Song Hyun-suk z Real Lighting, producentka Emma Sungeun Kim z GE Production oraz dyrektorzy artystyczni Park Jin-sil i Kim Bon-a z MU:E.

## Odbiór
W Stanach Zjednoczonych piosenka sprzedała się w liczbie 15 tys. kopii cyfrowych w pierwszym tygodniu premiery, zajmując 12. pozycję na liście najlepiej sprzedających się piosenek w kraju. W Kanadzie zajęła 19. pozycję listy najlepiej sprzedających się utworów i była 2. bestsellerem na świecie (wg Billboardu).

## Lista utworów
| Utwór | Utwór        | Utwór | Utwór                    | Utwór   |
| Nr    | Tytuł utworu | Słowa i muzyka                                                                                            | Produkcja                | Długość |
| ----- | ------------ | --- | ------------------------ | ------- |
| 1.    | „Euphoria”   | Jordan "DJ Swivel" Young, Candace Nicole Sosa, Melanie Joy Fontana, ”hitman” bang, Supreme Boi, Adora, RM | Jordan "DJ Swivel" Young | 3:49    |

## Notowania
| Lista                                      | Najwyższa pozycja |
| ------------------------------------------ | ----------------- |
| Kanada (Canadian Hot 100)                  | 86                |
| Węgry (Single (track) Top 40 lista)        | 16                |
| SNEP (Downloaded Singles)                  | 47                |
| Finlandia (Billboard, Digital Song Sales)  | 7                 |
| Grecja (Billboard, Digital Song Sales)     | 17                |
| Billboard Japan Hot 100                    | 76                |
| Malezja (RIM Charts)                       | 17                |
| New Zealand Heatseaker (RMNZ)              | 9                 |
| Szkocja (OCC, Singles Sales Chart Top 100) | 49                |
| Wielka Brytania (OCC, Downloaded Singles)  | 45                |
| Wielka Brytania (OCC, Independent Singles) | 28                |
| RIAS (Top 30 Digital Streaming Chart)      | 18                |
| Korea Południowa (Gaon Digital Chart)      | 11                |
| Korea Południowa (K-pop Hot 100)           | 2                 |
| US Billboard (Bubbling Under Hot 100)      | 5                 |
| US Billboard (World Digital Song Sales)    | 2                 |